# 鉤角石
鉤角石（學名：Hamites），又名含米特菊石、鉤菊石，是生存在白堊紀海洋中的一屬菊石。游泳能力較差。牠們自下白堊紀阿普第階開始演化，生存至上白堊紀的森諾曼階。幾可肯定牠們是並系群，但是塔菊石超科並不能完全適合較進化類別。為了要確認鉤角石的分支，牠們被分成一連串的新屬或亞屬。

## 特徵
鉤角石殼的形狀起先呈打開的螺旋狀，繼而形成一個大鉤或回形針狀。鉤角石殼上沒有那些螺旋紋裝飾，成熟時由於孔穴的限制，它們就會由1-2條較粗的肋骨為界。這種特徵在其他菊石目菊石也可以見到，估計屬於一種兩性異形的特徵。
鉤角石開放式的殼因阻力的問題而不方便游泳，但其實有關牠們的生存方式所知有限。一般假設牠們是以浮游生物為食，或許像水母般捕捉細小獵物。從一些被蟹所破壞的殼中發現，牠們可能會有一些時間活動或棲息在接近海床的位置。

## 種系發生
鉤角石本身包含了多個不同形態，包括一些似乎較伙進化的在內。牠們在阿普弟階快速的分化為多個不同分支，包括桿菊石、塔菊石及船菊石。例如演化出塔菊石的分支，其殼先有一個螺旋狀，再形成筆直狀。故此塔菊石擁有比鉤角石更先進的形態。

## 外部連結
- Gault Clay Ammonites, featuring Hamites and other Hamitidae （页面存档备份，存于）
- Reconstructions of Hamites and related genera